# Náměstí republiky (Bělehrad)
Náměstí republiky (srbsky Трг републике/Trg republike, dříve známé také jako Divadelní náměstí, srbsky Позоришни трг/Pozorišni trg) je hlavní náměstí v centru srbské metropole Bělehradu. Je hlavním místem shromažďování místního obyvatelstva. V jeho blízkosti se nacházejí významné objekty celonárodního významu, jako je například národní muzeum, nebo národní divadlo. 
Náměstí se nachází ani ne 100 m od bulváru Terazije, se kterým jej spojují ulice Knez Mihailova (pěší zóna) a Kolarčeva. Náměstí vzniklo po zbourání brány Stambol kapija (cařihradské) a rozšířením centra města směrem na sever a východ v roce 1886. 

## Historie
Náměstí má podobu pěší zóny a jeho dominantou je jezdecká socha krále Mihajla Obrenoviće. Ta zde stojí  již od roku 1882. V té době došlo také i v souvislosti s ekonomickým rozvojem celého Srbska k vzniku náměstí v jeho současném územním vymezení. Na počátku 20. století byla vybudována budova národního muzea a později i národního divadla. Monumentální Dům tisku poté vznikl na počátku 60. let téhož století. Zrušena byla tramvajová konečná, která se uprostřed náměstí nacházela a později i automobilové parkoviště. Dnes tak náměstí slouží především chodcům a obyvatelům města.
Náměstí má historickou úlohu jako jedno z hlavních míst, kde se shromažďuje srbská veřejnost během různých manifestací a nebo demonstrací. 
V roce 2018 prochází náměstí rekonstrukcí, bude rozšířena pěší zóna. Stavební práce měly být ukončeny do 1. září 2019. V rámci rekonstrukce byla původní asfaltová plocha nahrazena žulovými kostkami, umístěny nové lavičky, stromořadí (27 nových stromů) a komplexně byl vyčištěn památník knížete Mihajla Obrenoviće III. V přilehlé ulici Vase Čarapića byla také položena dlažba místo asfaltu. Náměstí bylo slavnostně znovuotevřeno dne 1. září.